# Роджер Бекхауз
Роджер Роланд Чарльз Бекхауз (англ. Roger Roland Charles Backhouse; 24 листопада 1878, Міддлтон Тіас, Північний Йоркшир — 15 липня 1939, Лондон) — британський воєначальник, флотоводець, адмірал флоту Королівського військово-морського флоту Великої Британії, учасник Першої світової війни.

## Біографія
Роджер Роланд Чарльз Бекхауз народився 24 листопада 1878 року у англійському селі Міддлтон Тіас, у Північному Йоркширі і був четвертим сином фінансиста сера Джонатана Бекхауза, 1-го баронета та Флоренс Бекхауз (уроджена Салусбері-Трелоні). 1892 році поступив кадетом до Королівського флоту і розпочав службу на навчальному кораблі «Британія». У 1894 році вийшов у море мічманом на лінкорі «Ріпалс» у флоті Каналу.
У жовтні 1895 року Бекхауз був переведений на корвет «Комус» на Тихоокеанську станцію. 15 березня 1898 року отримав звання суб-лейтенанта, а 15 березня 1899 року — лейтенанта. У листопаді 1899 року продовжив службу на лінкорі «Вікторіос» на Середземноморському флоті. У лютому 1903 року після навчання в артилерійській школі HMS Excellent він був призначений офіцером артилерії на лінкор «Рассел» на Середземноморському флоті. У квітні 1904 року продовжив службу на лінкорі «Квін» Середземноморського флоту. У серпні 1907 року він став офіцером артилерії на лінкорі «Дредноут» флоту Каналу і, отримавши підвищення до командора 31 грудня 1909 року, у лютому 1910 року був призначений до керівного складу навчальної бази-школи HMS Excellent. У березні 1911 року він став флаг-командором флагманського корабля «Нептун» Головнокомандувача Домашнього флоту спочатку на «Нептун» з березня 1911 року, а з березня 1914 року лінкора «Айрон Дюк».
Після початку Першої світової війни Бекхауз продовжував службу на флоті. 1 вересня 1914 року отримав звання капітана. У листопаді 1915 року був призначений командиром легкого крейсера «Конкест» у сил Гаріджа, перш ніж отримати у листопаді 1916 року командування лінійним крейсером «Лайон», флагманом сил лінійних крейсерів. 4 червня 1917 року був став кавалером ордена Святого Михаїла і Георгія.
У вересні 1920 року Бекхаус став директором військово-морських озброєнь Адміралтейства, а в січні 1923 року — командиром лінкору «Малайя», перш ніж отримати підвищення до контрадмірала 24 лютого 1925 року і призначення на посаду командира 3-ї ескадри лінкорів у травні 1926 року.
У листопаді 1928 року він став третім морським лордом і контролером флоту, а 9 жовтня 1929 року отримав звання віцеадмірала. У квітні 1932 року Бекхауз став командиром 1-ї ескадри лінкорів та заступником командувача Середземноморського флоту. 11 лютого 1934 року був підвищений до повного адмірала. 20 серпня 1935 року став командувачем Домашнього флоту зі своїм прапором на лінкорі «Нельсон». 20 травня 1937 року він був нагороджений званням лицаря Великого хреста Королівського Вікторіанського ордену.
1 липня 1938 року адмірала Роджера Бекхауза призначили першим і головним військово-морським ад'ютантом короля, а 7 вересня 1938 року Блекхаус став Першим морським лордом. Після вступу в посаду незадовго до підписання Мюнхенської угоди, його основним внеском як Першого морського лорда стало відмовлення від офіційної британської політики щодо відправки основних сил флоту до Сінгапуру для стримування японської агресії («Сінгапурська стратегія»), усвідомлюючи, що безпосередня загроза була набагато ближче до берегів метрополії, з боку Німеччини та Італії, і що така політика більше не є життєздатною. 
У травні 1939 року він пішов у відставку з посади Першого морського лорда. 15 липня 1939 року, за два тижні після отримання найвищого флотського звання адмірала флоту 29 червня 1939 року, помер від пухлини мозку в Лондоні напередодні Другої світової війни.